# Категория метрических пространств
Категория метрических пространств или Met — категория, объектами которой являются метрические пространства, а морфизмами — короткие отображения. (Поскольку композиция из двух коротких отображений является коротким, эти объекты и морфизмы действительно образуют категорию.)
Начало изучению этой категории было дано Джоном Исбелом. 

## Стрелки
Мономорфизмы в Met являются инъективными короткими отображениями. Эпиморфизмы — короткие отображения с везде плотным образом.
Изоморфизмы — изометрии.
Например, включение рациональных чисел в вещественные числа является мономорфизмом и эпиморфизмом, но не изоморфизмом.
Пустое метрическое пространство является начальным объектом Met; любое одноточечное метрическое пространство является терминальным объектом.
Поскольку начальный объект и конечные объекты различаются, в Met нет нулевых объектов. 
Инъективные объекты в Met называются инъективными метрическими пространствами.
Инъективные метрические пространства были введены и изучены сначала Aronszajn & Panitchpakdi (1956), до изучения Met как категории; они также могут быть определены внутренне в терминах свойства Хелли их метрических шаров, и из-за этого альтернативного определения их назвали гипервыпуклыми пространствами.
Любое метрическое пространство имеет наименьшее инъективное метрическое пространство, в которое оно может быть встроено изометрически, называемое его инъективной оболочкой.

## Произведения
Произведение конечного множества метрических пространств в Met является прямым произведением пространств с расстоянием в пространстве произведений определяется как сумма расстояний в координатных пространствах.
Произведение бесконечного множества метрических пространств может не существовать, поскольку расстояния в базовых пространствах могут не иметь супремума.
То есть, Мет не является полной категорией, но она конечно замкнута.
В Met нет копроизведения  .

## Вариации и обобщения
Met не единственная категория, чьи объекты являются метрическими пространствами; другие включают категорию равномерно непрерывных функций, категорию липшицевых функций и категорию квазилипшицевых отображений.
Короткие отображения являются как равномерно непрерывными, так и липшицевыми, с постоянной Липшица не более единицы.
Также оказывается удобно расширить категорию метрических пространств, разрешив например расстояниям принимать значение {\displaystyle \infty } или переходу к преметрическим пространствам, то есть отказавшись от нереавенства треугольника и симметрии для метрики.